# Lista de voos tripulados para a ISS (2020–2030)
Lista de voos tripulados para a ISS que ocorreram no período entre 2020 (Soyuz MS-16) até o momento.

## Lista
| #    | Missão            | Tripulação                                                           | Imagem                  | Período                 | Duração                                                                  | Notas | Ref.                 |
| 2020 | 2020              | 2020                                                                 | 2020                    | 2020                    | 2020                                                                     | 2020 | 2020                 |
| ---- | ----------------- | -------------------------------------------------------------------- | ----------------------- | ----------------------- | ------------------------------------------------------------------------ | --- | -------------------- |
| 97   | Soyuz MS-16       | Anatoli Ivanishin Ivan Vagner Christopher Cassidy                    |                         | 09.04. — 22.10.2020     | 195d 18h 49m 00s                                                         | Expedição 62/63. | [ 1 ]                |
| 98   |                   | Douglas Hurley Robert Behnken                                        |                         | 30.05. — 02.08.2020     | 63d 23h 25m 02s                                                          | Expedição 63. Primeiro voo tripulado da Crew Dragon. Primeiro voo tripulado a partir dos EUA desde a STS-135.                          | [ 2 ]                |
| 98   | Endeavour         | Douglas Hurley Robert Behnken                                        |                         | 30.05. — 02.08.2020     | 63d 23h 25m 02s                                                          | Expedição 63. Primeiro voo tripulado da Crew Dragon. Primeiro voo tripulado a partir dos EUA desde a STS-135.                          | [ 2 ]                |
| 99   | Soyuz MS-17       | Sergei Ryjikov Sergey Kud-Sverchkov Kathleen Rubins                  |                         | 14.10.2020 — 17.04.2021 | 184d 23h 10m 03s                                                         | Expedição 63/64. | [ 3 ]                |
| 100  |                   | Michael Hopkins Victor Glover Soichi Noguchi Shannon Walker          |                         | 16.11.2020 — 02.05.2021 | 167d 06h 29m 26s                                                         | Expedição 64/65. Primeiro voo operacional do Crew Dragon. Primeiro voo operacional do PTC.                                             | [ 4 ]                |
| 100  | Resilience        | Michael Hopkins Victor Glover Soichi Noguchi Shannon Walker          |                         | 16.11.2020 — 02.05.2021 | 167d 06h 29m 26s                                                         | Expedição 64/65. Primeiro voo operacional do Crew Dragon. Primeiro voo operacional do PTC.                                             | [ 4 ]                |
| 2021 |                   |                                                                      |                         |                         |                                                                          | |                      |
| 101  | Soyuz MS-18       | Oleg Novitskiy                                                       |                         | 09.04. — 17.10.2021     | 190d 20h 53m 02s                                                         | Expedição 64/65. | [ 5 ]                |
| 101  | Yuri A. Gagarin   | Pyotr Dubrov Mark Vande Hei                                          | 09.04.2021 — 30.03.2022 | 355d 03h 45m 24s        | Expedição 64 até 66. Pousaram na Soyuz MS-19.                            | | [ 5 ]                |
| 102  |                   | Robert Kimbrough Megan McArthur Akihiko Hoshide Thomas Pesquet       |                         | 23.04. — 09.11.2021     | 199d 17h 44m 13s                                                         | Expedição 65/66. | [ 6 ]                |
| 102  | Endeavour         | Robert Kimbrough Megan McArthur Akihiko Hoshide Thomas Pesquet       |                         | 23.04. — 09.11.2021     | 199d 17h 44m 13s                                                         | Expedição 65/66. | [ 6 ]                |
| 103  | Soyuz MS-19       | Anton Shkaplerov                                                     |                         | 05.10.2021 — 30.03.2022 | 176d 02h 33m 02s                                                         | Expedição 65/66. | [ 7 ]                |
| 103  | Soyuz MS-19       | Klim Shipenko Yulia Peresild                                         | 05.10. — 17.10.2021     | 11d 19h 40m 40s         | — Expedição Visitante. Produção do filme Vyzov. Pousaram na Soyuz MS-18. | | [ 7 ]                |
| 104  |                   | Raja Chari Thomas Marshburn Matthias Maurer Kayla Barron             |                         | 11.11.2021 — 06.05.2022 | 176d 02h 39m 53s                                                         | Expedição 66/67. | [ 8 ]                |
| 105  | Soyuz MS-20       | Aleksandr Misurkin Yusaku Maezawa Yozo Hirano                        |                         | 08.12. — 20.12.2021     | 11d 19h 35m 03s                                                          | 20ª Expedição Visitante. Primeiros turistas espaciais do Japão. Primeira Soyuz totalmente dedicada ao turismo espacial.                | [ 9 ] [ 10 ]         |
| 2022 |                   |                                                                      |                         |                         |                                                                          | |                      |
| 106  | Soyuz MS-21       | Oleg Artemyev Denis Matveev Sergei Korsakov                          |                         | 18.03. — 29.09.2022     | 194d 19h 01m 53s                                                         | Expedição 66/67. Primeira tripulação totalmente da Roscosmos na EEI.                                                                   | [ 11 ] [ 12 ]        |
| 107  |                   | Michael López-Alegría Larry Connor Mark Pathy Eytan Stibbe           |                         | 08.04. — 25.04.2022     | 17d 01h 49m 11s                                                          | Primeira missão da Axiom Space. Primeira missão particular na EEI. Primeiro turista espacial de Israel.                                | [ 13 ] [ 14 ]        |
| 107  | Endeavour         | Michael López-Alegría Larry Connor Mark Pathy Eytan Stibbe           |                         | 08.04. — 25.04.2022     | 17d 01h 49m 11s                                                          | Primeira missão da Axiom Space. Primeira missão particular na EEI. Primeiro turista espacial de Israel.                                | [ 13 ] [ 14 ]        |
| 108  |                   | Kjell Lindgren Robert Hines Samantha Cristoforetti Jessica Watkins   |                         | 17.04. — 14.10.2022     | 170d 13h 02m 32s                                                         | Expedição 67/68. Cristoforetti tornou-se a primeira europeia a comandar a EEI.                                                         | [ 15 ] [ 16 ]        |
| 108  | Freedom           | Kjell Lindgren Robert Hines Samantha Cristoforetti Jessica Watkins   |                         | 17.04. — 14.10.2022     | 170d 13h 02m 32s                                                         | Expedição 67/68. Cristoforetti tornou-se a primeira europeia a comandar a EEI.                                                         | [ 15 ] [ 16 ]        |
| 109  | Soyuz MS-22       | Sergey Prokopyev Dmitriy Petelin Francisco Rubio                     |                         | 21.09.2022 — 28.03.2023 | 187d 21h 51m 09s                                                         | Expedição 67/68. Primeira troca de tripulantes dentro do PTC. Pousou de forma não tripulada devido a vazamento.                        | [ 17 ] [ 18 ] [ 19 ] |
| 109  | K. E. Tsiolkovsky | Sergey Prokopyev Dmitriy Petelin Francisco Rubio                     |                         | 21.09.2022 — 28.03.2023 | 187d 21h 51m 09s                                                         | Expedição 67/68. Primeira troca de tripulantes dentro do PTC. Pousou de forma não tripulada devido a vazamento.                        | [ 17 ] [ 18 ] [ 19 ] |
| 110  |                   | Nicole Aunapu Mann Josh A. Cassada Koichi Wakata Anna Kikina         |                         | 05.10.2022 — 12.03.2023 | 157d 10h 01m 03s                                                         | Expedição 68. Mann se tornou a primeira mulher indígena no espaço. Primeira cosmonauta a voar na Dragon.                               | [ 20 ] [ 21 ] [ 22 ] |
| 110  | Endurance         | Nicole Aunapu Mann Josh A. Cassada Koichi Wakata Anna Kikina         |                         | 05.10.2022 — 12.03.2023 | 157d 10h 01m 03s                                                         | Expedição 68. Mann se tornou a primeira mulher indígena no espaço. Primeira cosmonauta a voar na Dragon.                               | [ 20 ] [ 21 ] [ 22 ] |
| 2023 |                   |                                                                      |                         |                         |                                                                          | |                      |
| —    | Soyuz MS-23       | Pouso Sergey Prokopyev Dmitriy Petelin Francisco Rubio               |                         | 24.02.2023 — 27.09.2023 | 215d 10h 53m 04s                                                         | Missão lançada para substituir a nave Soyuz MS-22. Lançada sem tripulantes.                                                            | [ 19 ] [ 23 ]        |
| 111  |                   | Stephen Bowen Warren Hoburg Sultan Al Neyadi Andrei Fediaev          |                         | 02.03.2023 — 04.09.2023 | 185d 22h 42m 46s                                                         | Expedição 68/69. Primeiro acordo da Axiom Space com um governo para uma missão de longa duração.                                       | [ 24 ] [ 25 ]        |
| 111  | Endeavour         | Stephen Bowen Warren Hoburg Sultan Al Neyadi Andrei Fediaev          |                         | 02.03.2023 — 04.09.2023 | 185d 22h 42m 46s                                                         | Expedição 68/69. Primeiro acordo da Axiom Space com um governo para uma missão de longa duração.                                       | [ 24 ] [ 25 ]        |
| 112  |                   | Peggy Whitson John Shoffner Ali AlQarni Rayyanah Barnawi             |                         | 21.05.2023 — 31.05.2023 | 9d 05h 26m 51s                                                           | Segunda missão da Axiom Space. | [ 26 ]               |
| 112  | Freedom           | Peggy Whitson John Shoffner Ali AlQarni Rayyanah Barnawi             |                         | 21.05.2023 — 31.05.2023 | 9d 05h 26m 51s                                                           | Segunda missão da Axiom Space. | [ 26 ]               |
| 113  |                   | Jasmin Moghbeli Andreas Mogensen Satoshi Furukawa Konstantin Borisov |                         | 26.08.2023 — 12.03.2024 | 199d 02h 19h 33s                                                         | Expedição 69/70. | [ 27 ]               |
| 113  | Endurance         | Jasmin Moghbeli Andreas Mogensen Satoshi Furukawa Konstantin Borisov |                         | 26.08.2023 — 12.03.2024 | 199d 02h 19h 33s                                                         | Expedição 69/70. | [ 27 ]               |
| 114  | Soyuz MS-24       | Oleg Kononenko Nikolai Tchub                                         |                         | 15.09.2023 — 23.09.2024 | 373d 20h 13m                                                             | Expedição 69/70. Tripulação que anteriormente fazia parte da Soyuz MS-23. Kononenko e Tchub pousaram na MS-25.                         | [ 28 ]               |
| 114  | Soyuz MS-24       | Loral O'Hara                                                         | 15.09.2023 — 06.04.2024 | 203d 15h 32m 25s        |                                                                          | Expedição 69/70. Tripulação que anteriormente fazia parte da Soyuz MS-23. Kononenko e Tchub pousaram na MS-25.                         | [ 28 ]               |
| 2024 |                   |                                                                      |                         |                         |                                                                          | |                      |
| 115  |                   | / Michael López-Alegría Walter Villadei Alper Gezeravci Marcus Wandt |                         | 18.01 — 09.02.2024      | 21d 15h 40m 49s                                                          | Terceira missão da Axiom Space e primeira missão governamental da companhia. Gezeravcı foi o primeiro astronauta da Turquia.           | [ 29 ] [ 30 ]        |
| 115  | Freedom           | / Michael López-Alegría Walter Villadei Alper Gezeravci Marcus Wandt |                         | 18.01 — 09.02.2024      | 21d 15h 40m 49s                                                          | Terceira missão da Axiom Space e primeira missão governamental da companhia. Gezeravcı foi o primeiro astronauta da Turquia.           | [ 29 ] [ 30 ]        |
| 116  |                   | Matthew Dominick Michael Barratt Jeanette Epps Alexandr Grebienkin   |                         | 03.03 — 25.10.2024      | 235d 03h 35m 24s                                                         | Expedição 70/71 | [ 31 ]               |
| 116  | Endeavour         | Matthew Dominick Michael Barratt Jeanette Epps Alexandr Grebienkin   |                         | 03.03 — 25.10.2024      | 235d 03h 35m 24s                                                         | Expedição 70/71 | [ 31 ]               |
| 117  | Soyuz MS-25       | Oleg Novitski Marina Vaciliouskaia                                   |                         | 23.03 — 06.04.2024      | 13d 18h 40m 50s                                                          | 21ª Expedição Visitante. 1ª mulher da Bielorrússia no espaço. Pousaram na Soyuz MS-24.                                                 | [ 32 ] [ 33 ]        |
| 117  | Soyuz MS-25       | Tracy Caldwell                                                       | 23.03 — 23.09.2024      | 183d 23h 22m 06s        | Expedição 70/71                                                          | | [ 32 ] [ 33 ]        |
| 118  | Boe-CFT           | Barry Wilmore Sunita Williams                                        |                         | 05.06 — 07.09.2024      | 93d 13h 09m 20s                                                          | Voo experimental da Starliner (duração do voo da Starliner). Devido a complicações com a nave, os tripulantes retornaram com a Crew-9. | [ 34 ] [ 35 ]        |
| 118  | Calypso (SC 3.2)  | Barry Wilmore Sunita Williams                                        |                         | 05.06 — 07.09.2024      | 93d 13h 09m 20s                                                          | Voo experimental da Starliner (duração do voo da Starliner). Devido a complicações com a nave, os tripulantes retornaram com a Crew-9. | [ 34 ] [ 35 ]        |
| 120  |                   | Nick Hague Alexandr Gorbunov                                         |                         | 28.09.2024 - 18.03.2025 | 171d 04h 39m 46s                                                         | Expedição 72 Reduzido para dois tripulantes.                                                                                           | [ 36 ] [ 37 ]        |
| 120  | Freedom           | Nick Hague Alexandr Gorbunov                                         |                         | 28.09.2024 - 18.03.2025 | 171d 04h 39m 46s                                                         | Expedição 72 Reduzido para dois tripulantes.                                                                                           | [ 36 ] [ 37 ]        |

## Missões atuais
| #   | Missão      | Tripulação                                             | Imagem | Período                 | Duração                 | Notas           | Ref.   |
| --- | ----------- | ------------------------------------------------------ | ------ | ----------------------- | ----------------------- | --------------- | ------ |
| 119 | Soyuz MS-26 | Aleksei Ovchinin Ivan Vagner Donald Pettit             |        | 11.09.2024 - atualmente | 336 dia(s) e 11 hora(s) | Expedição 71/72 | [ 38 ] |
| 121 |             | Anne McClain Nichole Ayers Takuya Onishi Kirill Peskov |        | 14.03.2025 - atualmente | 152 dia(s) e 4 hora(s)  | Expedição 72/73 | [ 39 ] |